# Ruvuma (rivier)
De Ruvuma (in Mozambique: Rovuma) is een rivier in het oosten van Afrika met een lengte van 1083 kilometer. De rivier ontspringt ten oosten van het Malawimeer en vloeit richting het oosten naar de monding bij de Tanzaniaanse stad Mtwara in de Indische Oceaan. 765 kilometer van de rivier vormt de grens tussen Tanzania en Mozambique. Aan Tanzaniaanse zijde zijn de belangrijkste zijrivieren de Muhuwesi en de Lumesule. Aan de Mozambikaanse zijde zijn dat de rivieren Lucheringo en de Lugenda. De in 2010 heropende Eenheidsbrug (Unity Bridge, Ponte da Unidade) bij Negomane is de enige kunstmatige rivierovergang die geschikt is voor voertuigen.
In de rivier zijn 49 vissoorten waargenomen, waarvan 19 karpersoorten en 14 soorten van het geslacht Barbus.